# Биструшинський сільський округ
Бистру́шинський сільський округ (каз. Быструха ауылдық округі, рос. Быструшинский сельский округ) — адміністративна одиниця у складі Глибоківського району Східноказахстанської області Казахстану. Адміністративний центр — село Биструха.
Населення — 1367 осіб (2021; 1691 у 2009, 1977 у 1999, 2221 у 1989).
Станом на 1989 рік існувала Куйбишевська сільська рада (села Александровка, Биструха, Зимов'є). Село Александровка було ліквідоване 1998 року. До 2018 року округ називався Куйбишевським.

## Склад
До складу округу входять такі населені пункти:
| Населений пункт     | Старі назви | Населення, осіб (1989) | Населення, осіб (1999) | Населення, осіб (2009) | Населення, осіб (2021) |
| ------------------- | ----------- | ---------------------- | ---------------------- | ---------------------- | ---------------------- |
| Александровка, село | -           | 3                      | -                      | -                      | -                      |
| Биструха, село      | -           | 1799                   | 1662                   | 1434                   | 1069                   |
| Зимов'є, село       | -           | 419                    | 315                    | 257                    | 298                    |